# Liebe und Gewalt
Liebe und Gewalt (Originaltitel: L’Amour braque) ist ein französisches Filmdrama von Andrzej Żuławski aus dem Jahr 1985 mit Sophie Marceau und Francis Huster.

## Handlung
Nach einem gelungenen Banküberfall reist Micky mit seinen Gangsterbrüdern von Budapest nach Paris zurück. Im Zug lernt er den geistig minderbemittelten Léon kennen, der gerade aus einer Nervenheilanstalt entlassen wurde und behauptet, der Nachkomme eines ungarischen Prinzen zu sein. In der französischen Hauptstadt hofft Léon seine Verwandten zu finden. In Paris angekommen, will sich Micky an den Venin-Brüdern rächen, die sein Mädchen, die 16-jährige Prostituierte Marie, in ihre Gewalt gebracht haben. Obwohl er die Situation nicht versteht, folgt Léon Micky und dessen Männern zum Aufenthaltsort der Venin-Brüder und verliebt sich auf den ersten Blick in Marie, als diese ihnen die Tür öffnet. Micky und seine bewaffneten Männer stürmen die Zimmer und nehmen Marie mit. Bevor sie gehen, wirft Micky zwei Granaten in Richtung der Venin-Brüder. Diese können sich jedoch vor der Detonation in Sicherheit bringen.
Anschließend feiern Micky, Marie, Léon und die anderen in einer Bar. Dort trifft bald darauf eine weitere Bande unter der Führung von Mickys Vater ein. Dieser will Micky zur Strecke bringen. Micky kommt seinem Vater jedoch zuvor und erschießt ihn. Vor der Bar tauchen weitere Männer der rivalisierenden Bande auf. Marie und Léon können ihnen entkommen und finden in einer Wohnung Unterschlupf. Sie ziehen ihre vom Regen nass gewordenen Sachen aus und legen sich auf ein Bett. Als Marie den sexuell unerfahrenen Léon oral befriedigt, bricht er ihre Bemühungen vorzeitig ab, weil er glaubt dabei zu bluten. Am nächsten Morgen wacht Léon allein auf. Marie ruft ihn an und erzählt ihm, dass Micky überlebt habe. Léon solle nun besser verschwinden. Er sucht schließlich seine Tante auf. Deren Tochter Aglaé ist ebenfalls Prostituierte, die sich nebenbei als Theaterschauspielerin versucht. Léon kommt vorübergehend im Bordell unter, wo sich Aglaé anschickt ihn zu verführen. Von einem Fenster aus sieht Léon eines Abends Marie im gegenüberliegenden Haus. Er läuft hinüber und findet sie erneut bei den Venin-Brüdern vor. Auf ihrer Flucht werden Léon und Marie von einem der Venin-Brüder in den Hinterhof verfolgt, wo ihn Micky erschießt.
Léon wird daraufhin von einem Kommissar vernommen, der die Gangsterbanden seit langem beobachtet und sich Sorgen um Marie macht. Der Baron, einer von Mickys Männern, führt Léon anschließend zu Mickys Versteck. Gemeinsam machen sie sich auf den Weg, um die drei noch lebenden Venin-Brüder umzubringen. Nachdem Micky und seine Männer zwei Venin-Brüder ausgeschaltet haben und Marie Micky zum Dank auf der Straße ihren Körper anbietet, bekommt Léon einen Anfall und läuft davon. Aglaé zeigt ihm schließlich das Theater, in dem sie auftritt. Léon schaut ihr bei den Proben von den Sitzreihen zu. Plötzlich erscheint Marie und sagt ihm, dass sie ihn liebe. Sie ziehen sich in eine Garderobe zurück, wo Marie Léon an einen Stuhl fesselt und ihm das Gesicht schminkt. Mit dem Stuhl an den Beinen drängt Marie ihn auf ein Bett und setzt sich auf ihn. Aglaé unterbricht jedoch ihr Liebesspiel. Léon und Marie fahren daraufhin mit dem Zug in die Berge. In einer Berghütte, in der Marie als Kind mit ihren Eltern die Ferien verbrachte, genießen sie ein paar ruhige Tage zu zweit. Marie kommt dabei zu der Erkenntnis, dass ihr Leben nicht wie in einem Film oder Buch vorhersehbar und sinnhaftig verlaufe, sondern von Chaos und Schmerz beherrscht werde.
Micky spürt sie schließlich auf und bringt Marie zurück nach Paris. Bei einer Theateraufführung von Tschechows Die Möwe sehen sich Léon und Marie wieder. Nach einer Pause übernimmt Marie Aglaés Rolle und fängt dabei an zu weinen. Der letzte verbliebene Venin-Bruder, Simon, befindet sich ebenfalls auf der Bühne, die schließlich auch Micky betritt. Simon verlässt mit Aglaé und Léon das Theater und fährt mit ihnen in ein Parkhaus. Micky und seine Männer sind ihnen jedoch gefolgt. Nachdem Micky Simon erschossen hat, suchen er, seine Männer, Marie und Léon das Haus der Venin-Brüder auf, wo sie sich ein Videoband auf einer Leinwand anschauen. Zu sehen ist Maries Mutter, wie sie von den Venin-Brüdern misshandelt und in Brand gesteckt wird und sich dann vor Maries Augen aus einem Fenster stürzt.
Als der Kommissar einen Freier Aglaés festnimmt und ihn in seinem Wagen erschießt, stellt sich heraus, dass der Kommissar Maries Vater ist. Léon geht derweil zu Mickys Versteck, wo Marie in ein weißes Laken gehüllt blutend auf einem Stuhl sitzt. Micky sticht ihr vor Léons Augen ein Messer in den Brustkorb. Auf der Straße taucht plötzlich eine Gangsterbande auf, die Micky ein Angebot machen will. Micky greift nach seiner Waffe und schießt auf die Bande, die jedoch das Feuer erwidert und ihn tödlich trifft. Léon sieht sich wie in Trance im Zug mit den Verstorbenen, darunter auch Marie, die ihm rät zu verschwinden. Léon kehrt schließlich – zur Erleichterung Aglaés – ins Theater zurück. Zuletzt befindet er sich auf einem Stuhl sitzend auf einem Bahngleis, das sich in seiner Sichtweite mit einem anderen Gleis kreuzt.

## Hintergrund

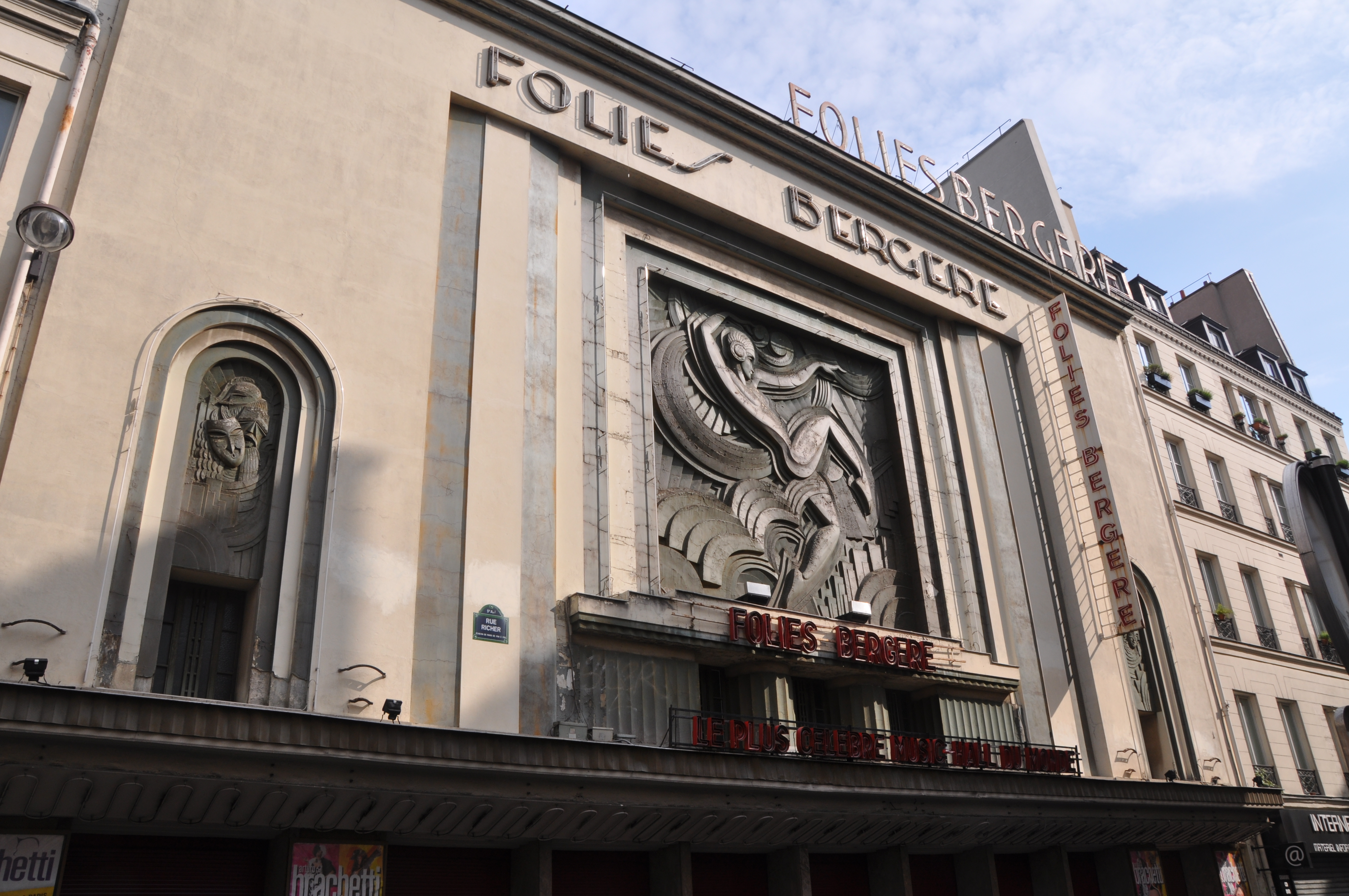
Das Varietétheater Folies Bergère in Paris, eine Kulisse des Films

Der Film wurde von dem Dostojewski-Roman Der Idiot inspiriert und im Abspann als Hommage dem russischen Schriftsteller gewidmet. Die Dreharbeiten fanden in Paris statt. Regisseur Andrzej Żuławski hatte mit Hauptdarsteller Francis Huster zuvor bereits den Film Die öffentliche Frau (1984) gedreht. Mit Sophie Marceau lebte Żuławski fortan viele Jahre zusammen und drehte mit ihr drei weitere Filme: Meine Nächte sind schöner als deine Tage (1989), Blue Note (1991) und Die Treue der Frauen (2000).
Liebe und Gewalt feierte am 27. Februar 1985 in Frankreich Premiere. Rund 533.000 Zuschauer sahen den Film in den französischen Kinos. Nachdem Sophie Marceau mit der überaus erfolgreichen Teenagerkomödie La Boum – Die Fete (1980) zum gefeierten Jungstar ihrer Heimat avanciert war, zeigte sich das französische Publikum geschockt von ihren freizügigen Szenen als Femme fatale in Liebe und Gewalt. Über ihren Image-Wandel sagte Marceau: „Andrzej hat meinen Sex entdeckt. Seitdem liebe ich es, Männer zu verführen.“ In Deutschland wurde der Film erstmals am 9. Oktober 1993 auf RTL II im Fernsehen gezeigt.

## Kritiken
Für das Lexikon des internationalen Films war Liebe und Gewalt eine „hektische, teils unerträglich hysterische Adaption, die sich mit allen philosophischen Wassern gewaschen gibt und Chaos als Weltanschauung verkauft“. Yuri German vom All Movie Guide verglich „das wilde Tempo“ der im Film zu sehenden Action mit „dem einer Höllenfahrt in einem Zug“. „Um dem Zuschauer die Verrücktheit seiner Zeit zu vermitteln“, seien dabei „die Farben und Geräusche außer Kontrolle geraten“ und es strotze nur so vor Gewalt.

## Auszeichnungen
Liebe und Gewalt war 1986 als bester Fantasyfilm für den Preis des Fantasporto-Filmfestivals nominiert, unterlag jedoch dem spanischen Film Fuego eterno.

## Deutsche Fassung
Die deutsche Synchronfassung entstand 1993 bei der Johannisthal Synchron in Berlin.
| Rolle         | Darsteller              | Synchronsprecher     |
| ------------- | ----------------------- | -------------------- |
| Marie         | Sophie Marceau          | Irina Wanka          |
| Léon          | Francis Huster          | Gerald Schaale       |
| Micky         | Tchéky Karyo            | Jens-Uwe Bogadtke    |
| Aglaé         | Christiane Jean         | Heidrun Bartholomäus |
| Simon Venin   | Jean-Marc Bory          | Gerhard Paul         |
| Gangsterboss  | Saïd Amadis             | Martin Seifert       |
| Kommissar     | Roland Dubillard        | Walter Niklaus       |
| Gilbert Venin | Ged Marlon              | Michael Telloke      |
| Baron         | Serge Spira             | Rolf Römer           |
| Pluto         | Harry Cleven            | Helmut Geffke        |
| Claude Venin  | Bernard Freyd           | Hans-Joachim Hanisch |
| Picsou        | Jacques Gallo           | Helmut Schellhardt   |
| Nestor        | Raoul Guylad            | Hasso Zorn           |
| Donald        | Jean-François Soubielle | Walter Jäckel        |
| Matalon       | Wladimir Yordanoff      | Ernst Meincke        |